# أرفيند كيجريوال
أرفيند كيجريوال (بالإنجليزية: Arvind Kejriwal)‏؛ (16 أغسطس 1968) هو سياسي هندي، وبيروقراطي سابق، وناشط، وهو سابع رئيس وزراء لدلهي ورئيسها الحالي منذ فبراير 2015. كما شغل منصب رئيس وزراء دلهي من ديسمبر 2013 إلى فبراير 2014، وتنحي عن منصبه بعد 49 يومًا من توليه السلطة، حاصل على جائزة رامون ماجسايساي عام 2006.

## روابط خارجية
- प्रदूषण खत्म करने के लिए केजरीवाल ने लॉन्च किया Green Delhi App (مها خبر)
- أرفيند كيجريوال في قاعدة بيانات الأفلام على الإنترنت
- أرفيند كيجريوال - الملف الشخصي